# Pharaphodius incommodus
Pharaphodius incommodus är en skalbaggsart som beskrevs av Bordat 1989. Pharaphodius incommodus ingår i släktet Pharaphodius och familjen Aphodiidae. Inga underarter finns listade i Catalogue of Life.